# Janice Elaine Voss
Janice Elaine Voss (* 8. Oktober 1956 in South Bend, Indiana; † 6. Februar 2012 in Scottsdale, Arizona) war eine US-amerikanische Astronautin.

## Leben
Voss lebte von 1960 bis 1967 in Rockford, Illinois, wo sie die Guilford Center School besuchte. Ihren Schulabschluss machte sie 1972 in Wilbraham, Massachusetts. 1975 erhielt sie einen Bachelor in Ingenieurwesen von der Purdue University und 1977 einen Master in Elektrotechnik vom Massachusetts Institute of Technology (MIT). 1987 erhielt sie eine Promotion in Luft- und Raumfahrttechnik, ebenfalls vom MIT.
Voss war von 1973 bis 1975 Mitarbeiterin der NASA am Lyndon B. Johnson Space Center. Während dieser Zeit führte sie Computersimulationen in der Ingenieurs- und Entwicklungsabteilung durch. Nach ihrem Studium am MIT kehrte sie 1977 ins Johnson Space Center zurück und arbeitete für ein Jahr als Mannschaftstrainerin, speziell für den Wiedereintritt.
Voss arbeitete ab 1987 bei der Firma Orbital Sciences Corporation. Sie war dort für die TOS-Oberstufe (Transfer Orbit Stage) zuständig. Mit dieser Oberstufe wurde im September 1993 der Advanced Communications Technology Satellite (ACTS) von einem Space Shuttle und im Herbst 1992 die Raumsonde Mars Observer von einer Titan-Rakete gestartet.
Im Januar 1990 wurde Voss von der NASA als Astronautenanwärterin ausgewählt. Von Oktober 2004 bis November 2007 war sie wissenschaftlicher Direktor für das Kepler-Weltraumteleskop am Ames Research Center der NASA. Zuletzt arbeitete sie als Leiterin für Nutzlasten in der Raumstationsabteilung des Astronautenbüros. Sie starb im Alter von 55 Jahren an Brustkrebs.
Der am 13. Juli 2014 gestartete Cygnus Orb-2 Raumtransporter wurde nach ihr benannt.

### STS-57

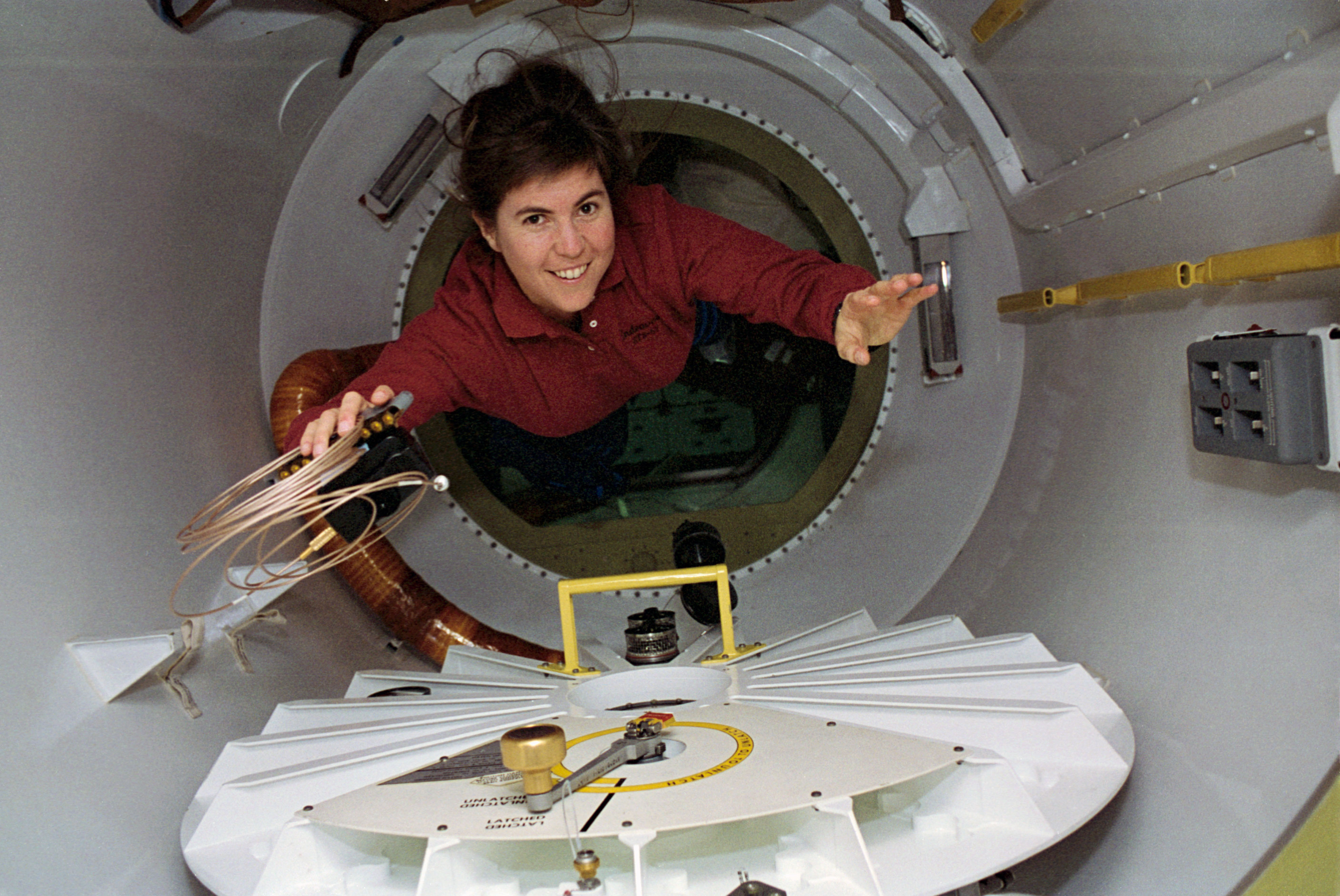
Voss schwebt während STS-57 ins Spacehab-Modul

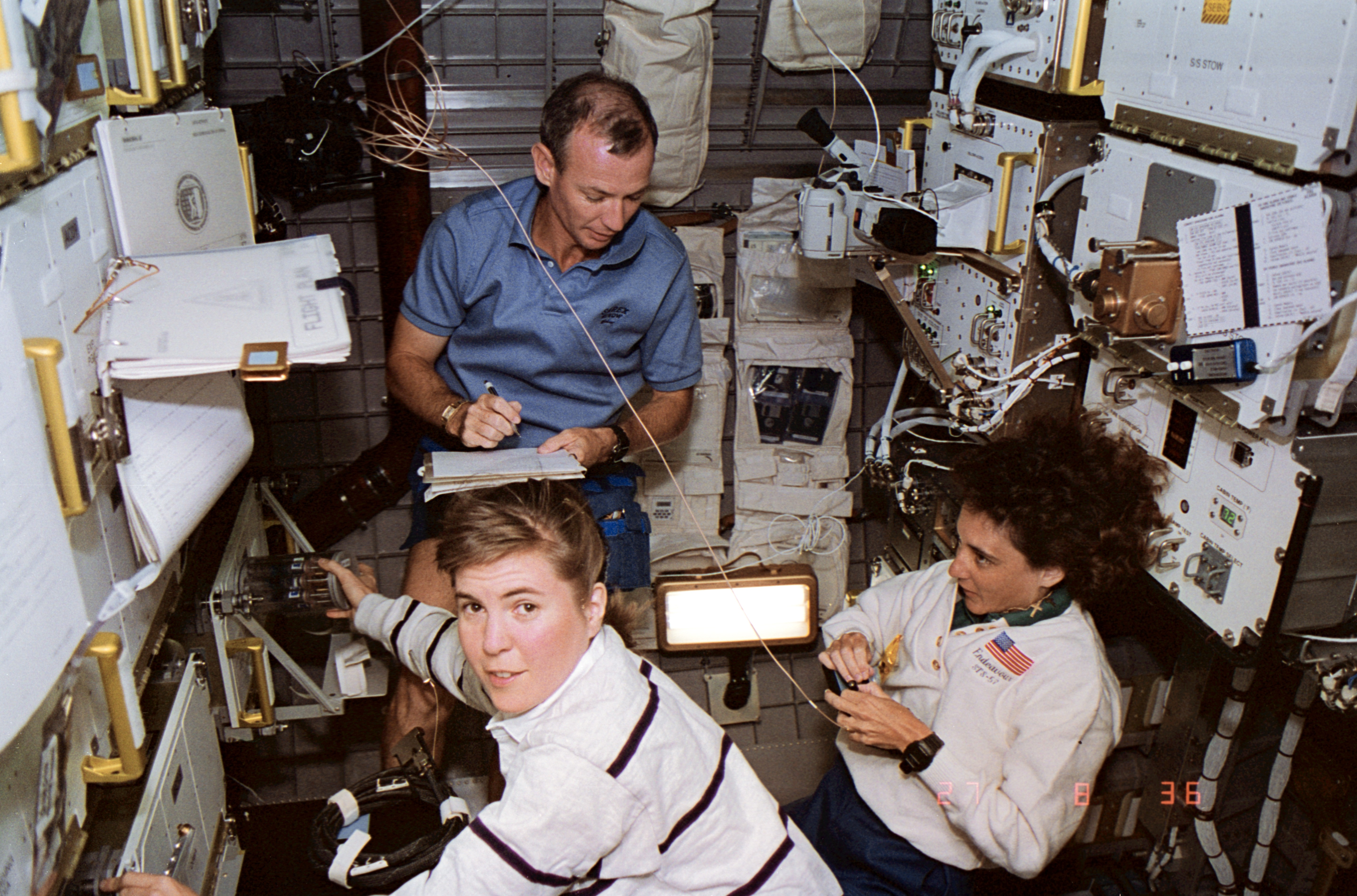
Sherlock, Duffy und Voss arbeiten während STS-57 im Spacehab-Modul

Am 21. Juni 1993 startete Voss mit der Raumfähre Endeavour zu ihrem ersten Flug ins All. Das Hauptziel dieser Mission war die Bergung des European Retrievable Carrier Satellite (EURECA). Zusätzlich war erstmals das Spacehab zur Durchführung verschiedener Experimente mit an Bord.

### STS-63
Am 3. Februar 1995 startete Voss als Missionsspezialistin mit der Raumfähre Discovery zum ersten Flug eines Shuttles zur Raumstation Mir. Während der Mission näherte sich der Orbiter am vierten Flugtag der Mir bis auf elf Meter und hielt diese Position für zehn Minuten. Im weiteren Verlauf der Mission wurde die Plattform SPARTAN 204 ausgesetzt und wieder eingefangen sowie ein viereinhalbstündiger Weltraumausstieg durchgeführt. Erstmals wurde das Space Shuttle mit der Pilotin Eileen Collins von einer Frau gesteuert.

### STS-83
Am 4. April 1997 startete Voss mit der Raumfähre Columbia ins All. Nutzlast war das Microgravity Science Laboratory (MSL-1). Aufgrund eines Problems mit einer Brennstoffzelle des Shuttles musste die Mission abgekürzt werden und die Landung erfolgte bereits nach knapp vier Tagen. Die NASA entschied, die Mission drei Monate später mit der gleichen Besatzung zu wiederholen.

### STS-94
Am 1. Juli 1997 startete die Columbia dann erneut zu der beim ersten Versuch vorzeitig abgebrochenen MSL-1-Mission. Diesmal konnten die Experimente im Microgravity Science Laboratory erfolgreich durchgeführt werden. Dazu zählten vor allem Experimente zur Erforschung der physikalischen Eigenschaften unterkühlter Flüssigkeitsgemische und der Verbrennungsprozesse an festen und flüssigen Materialien sowie zur Herstellung reiner Proteinkristalle.

### STS-99
Am 11. Februar 2000 flog Voss mit dem Space Shuttle Endeavour zur sogenannten Shuttle Radar Topography Mission. Dabei kartografierte sie mittels Radar 80 Prozent der Landmasse der Erde. Zwei Radarsysteme, eines in der Nutzlastbucht des Shuttles, das andere an einem 60 Meter langen Mast montiert, tasteten die Erdoberfläche ab. Das Resultat war ein digitales dreidimensionales Modell der Erde von bisher nicht gekannter Genauigkeit. Um ein Arbeiten rund um die Uhr zu ermöglichen, war die sechsköpfige Besatzung in zwei Teams aufgeteilt, die im Zwölf-Stunden-Betrieb arbeiteten. Voss bildete mit Pilot Dominic Gorie und Missionsspezialist Mamoru Mōri das blaue Team.